# Стрітенська церква (Велика Чепца)
Стрі́тенська це́рква — церква в селі Велика Чепца Дебьоського району Удмуртії, Росія.
Згідно з указом Священного Синоду від 11 липня 1889 року № 2677 було дозволено будівництво дерев'яної церкви в селі Велика Чепца із затвердженням при ній самостійного приходу. За постановою єпархіального керівництва від 24 червня 1894 року прихожанами була придбана та перевезена стара дерев'яна церква з села Зура. Вона була закладена 20 травня 1895 року, збудована з одним престолом та освячена 12 лютого 1899 року в ім'я Стрітення Господнього.
Згідно з указом Священного Синоду від 23 лютого 1899 року № 1045 був відкритий самостійний прихід, в склад якого увійшли поселення, які раніше входили до складу приходу сіл Дебьоси та Петропавловське. При церкві 12 лютого 1900 року відкрито церковно-приходське опікунство.
Церква була закрита на основі указу Президії Верховної Ради Удмуртської АРСР від 13 березня 1941 року. Будівля була передана під школу. На сьогодні служба в церкві була відновлена, але ремонт не здійснювався з моменту закінчення будівництва, тобто з 1899 року.